# Drużynowe mistrzostwa Azji w badmintonie
Drużynowe mistrzostwa Azji w badmintonie – zawody organizowane przez Badminton Asia Confederation od 2016 roku. Biorą w nich udział drużyny, które wchodzą w skład tej organizacji. Medale rozdawane są dwóch konkurencjach: mężczyzn i kobiet.

## Edycje
| Edycja | Rok  | Miejsce    |
| ------ | ---- | ---------- |
| 1.     | 2016 | Hajdarabad |
| 2.     | 2018 | Alor Setar |

## Medaliści
| Rok  | Miejsce    | Mężczyźni | Mężczyźni | Mężczyźni                  | Kobiety | Kobiety | Kobiety                      |
| ---- | ---------- | --------- | --------- | -------------------------- | ------- | ------- | ---------------------------- |
| 2016 | Hajdarabad | Indonezja | Japonia   | Korea Południowa · Indie   | Chiny   | Japonia | Korea Południowa · Tajlandia |
| 2018 | Alor Setar | Indonezja | Chiny     | Malezja · Korea Południowa | Japonia | Chiny   | Indonezja · Korea Południowa |

## Klasyfikacja medalowa
| Pozycja | Reprezentacja    | Złoto | Srebro | Brąz | Razem |
| 1.      | Indonezja        | 2     | 0      | 1    | 3     |
| 2.      | Chiny            | 1     | 2      | 0    | 3     |
| 2.      | Japonia          | 1     | 2      | 0    | 3     |
| 4.      | Korea Południowa | 0     | 0      | 4    | 4     |
| 5.      | Indie            | 0     | 0      | 1    | 1     |
| 5.      | Malezja          | 0     | 0      | 1    | 1     |
| 5.      | Tajlandia        | 0     | 0      | 1    | 1     |
| Razem:  | Razem:           | 4     | 4      | 8    | 16    |